# William Scawen
William Scawen (St Germans, 1600 - Cornualla, 1689), fou un pioner de la preservació i reviscolament de la llengua còrnica. Fou també un polític britànic, i el 1640 ocupà un seient a la Casa dels Comuns. Donà suport a la causa reial durant la Guerra Civil anglesa i lluità al costat de parlants de còrnic.

## Tasca lingüística
Scawen s'adonà de l'estat de desaparició en què es trobava el còrnic. Per aquest motiu, compongué el manuscrit Antiquities Cornubrittanic, on presentà un testimoni de la llengua, les maneres i els costums del poble de Cornualla. L'única versió que mai va arribar a publicar fou un esborrany breu. El manuscrit final però, en el qual treballà contínuament fins a la seva mort, es compon de centenars de pàgines, amb petites notes enganxades a l'interior.
Entre 1679 i 1680, realitzà també la traducció a l'anglès d'un poema medieval còrnic, el Pascon agan Arluth.
Mantingué correspondència amb Edward Lhuyd, una altra figura important del moviment de recuperació del còrnic.
Va identificar setze raons que explicaven l'estat de decadència en que es trobava el còrnic. Per exemple: apatia de la població vers la llengua; proximitat amb el comtat de Devon de parla anglesa; pèrdua de documents durant la Guerra Civil; manca d'una Bíblia en còrnic; fi de les representacions tradicionals dels misteris; pèrdua del contacte amb el poble germà de Bretanya, a França.